# 赫歇尔·比姆
赫歇尔·“盖”·比姆 四世（Herschel "Guy" Beahm IV，1982年3月10日—，游戏ID：DrDisrespect（嚣张博士））是一名美国的游戏主播和网络红人，其因为夸张搞怪而又瘋狂且易怒的直播风格和高超的游戏技巧而受到关注。他主要直播《H1Z1》、《绝地求生》、《堡垒之夜》、《使命召唤 黑色行动4》等大逃杀类型游戏。
DrDisrespect在游戏大奖2017上获得了最佳风云主播的奖项。直到2020年3月為止，他的Twitch频道的跟隨帳號已經突破400万。

## 生平
赫歇尔·比姆毕业于波莫纳加州州立理工大学。他创作DrDisrespect这个形象来自于他在Xbox上游玩《光环2》时的经历。之后在2010年1月开始，比姆与他的室友开始在YouTube上发布游戏视频内容，多为《使命召唤 现代战争2》；并在之后为游戏频道Machinima制作视频。在2011年底，他停止了在YouTube上的活动，并停止更新了5年。
2011年3月，赫歇尔·比姆加入游戏制作公司Sledgehammer Games并担任社区经理。之后他被提升为游戏的关卡设计师，并参与制作了《使命召唤 高级战争》中的多人游戏地图。在Sledgehammer Games时期，他开始尝试在Twitch的前身Justin.tv进行直播。在2015年他离开Sledgehammer Games，专职于游戏直播。
2017年12月，赫歇尔·比姆获得了游戏大奖2017的最佳风云主播的奖项。同月他因為與女粉絲出軌事件，宣布暂停直播活动，以挽回和妻子的婚姻。2018年2月，他宣布复播，并在首日获得高人气观看量。
2018年9月，据比姆称，他的家被不明人士枪击，并且这是他第二次受到不明人士的枪击，枪手用BB弹打碎了他家的玻璃。
2019年1月10日，创新艺人经纪公司签下比姆，作为公司旗下的艺人。
2020年3月，他与Twitch签下了独家协议。6月26日，Twitch宣布关闭DrDisrespect的直播间，并未透露原因。而有消息透露该禁令为永久性。8月，赫歇尔·比姆开始在YouTube上恢复直播。

## 流行文化

### 电子游戏
- 《侠盗公司》，于2020年10月上架了以Dr Disrespect形象设计的游戏角色皮肤。[9]

## 争议
在中國网络上，他曾因为指责《H1Z1》中的“红衣军抱团”(亦即以非生存模式互相攻擊，而是穿著紅衣，施放衝鋒號的音樂而聚眾攻擊非中國玩家方式遊玩)等破壞游戏体验的行为而被不少中國玩家认为其“辱华”。
2019年6月11日，比姆在2019年洛杉矶E3电子娱乐展上，于他的Twitch的直播间DrDisRespect进行直播。直播期间，他的直播摄影师跟随他进入了公共厕所拍摄，随后他的直播间被封禁。之后，E3的主办方娱乐软件协会收回了他的与会许可，并表示不会准许他参加将来的展会活动。